# Pförring
Pförring ist ein Markt im oberbayerischen Landkreis Eichstätt und ein Mitglied der gleichnamigen Verwaltungsgemeinschaft.

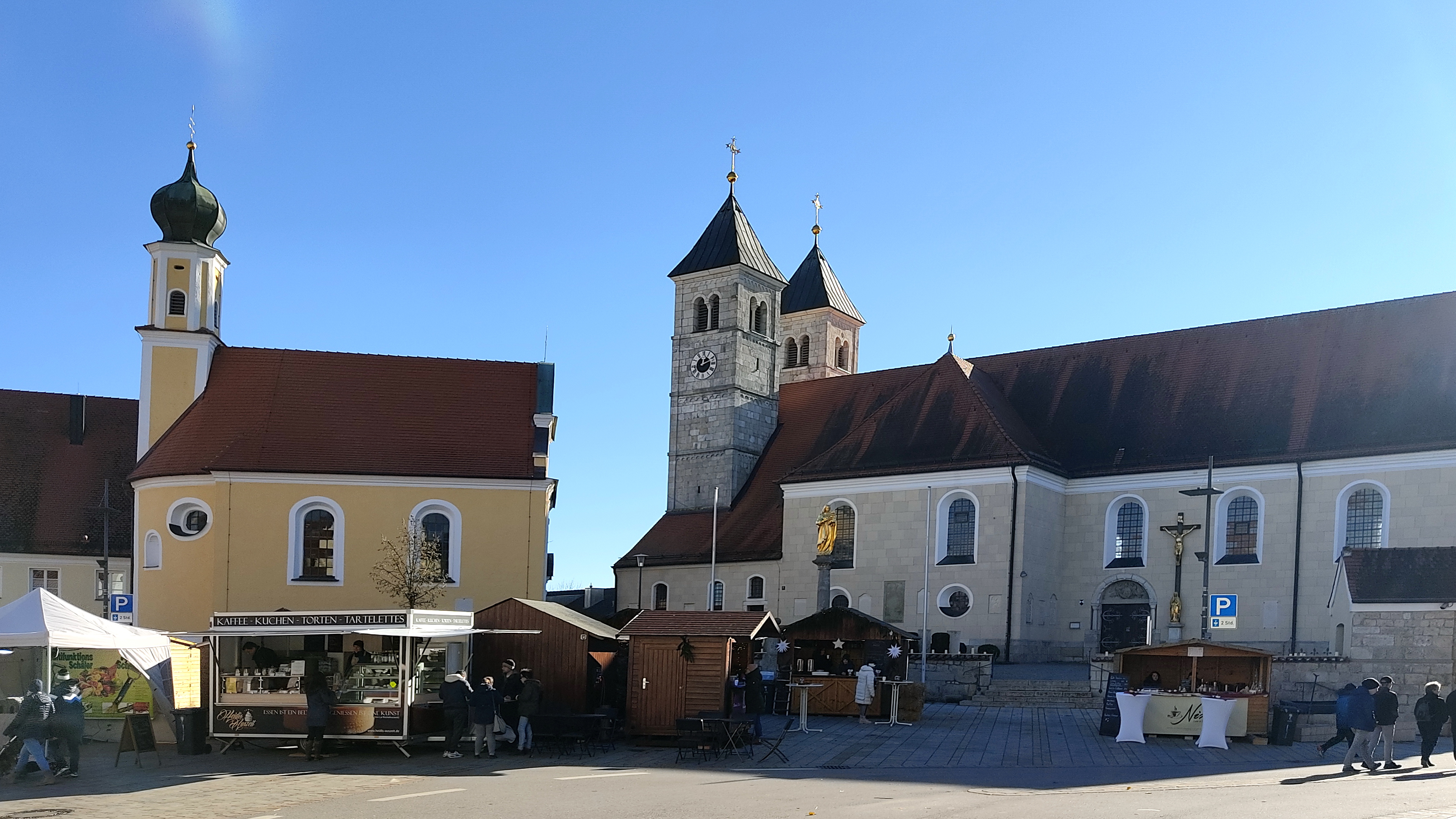
Marktplatz von Pförring mit Kapelle St. Sebastian und Pfarrkirche St. Leonhard

## Geographie

### Lage
Der Ort liegt in der Hallertau in den Ebenen der Donauauen, an deren Altwasser, welche vom Kelsbach gespeist werden. Die Donau fließt unmittelbar südlich am Ort vorbei. Nördlich erstrecken sich die sanft hügeligen Anhöhen des beginnenden Jura. Pförring ist 25 Kilometer von Ingolstadt und 95 Kilometer von München entfernt und liegt an der Grenze zu Niederbayern. Die Marktgemeinde gehört zur Planungsregion Ingolstadt und ist im Regionalplan zusammen mit der Gemeinde Münchsmünster im Landkreis Pfaffenhofen an der Ilm als Doppelgrundzentrum eingestuft.

### Gliederung
Es gibt zwölf Gemeindeteile (in Klammern ist der Siedlungstyp angegeben):
- Dötting (Kirchdorf)
- Ettling (Kirchdorf)
- Feuchtmühle (Einöde)
- Forchheim (Kirchdorf)
- Gaden b.Pförring (Dorf)
- Giesenau (Einöde)
- Lobsing (Kirchdorf)
- Pförring (Hauptort)
- Pirkenbrunn (Kirchdorf)
- Wackerstein (Dorf)
- Waidach (Einöde)
- Würzmühle (Einöde)

### Nachbarorte und -gemeinden
| Mindelstetten        | Altmannstein                                |                       |
| Oberdolling          | Kompassrose, die auf Nachbargemeinden zeigt | Neustadt an der Donau |
| Vohburg an der Donau | Münchsmünster                               |                       |

## Geschichte

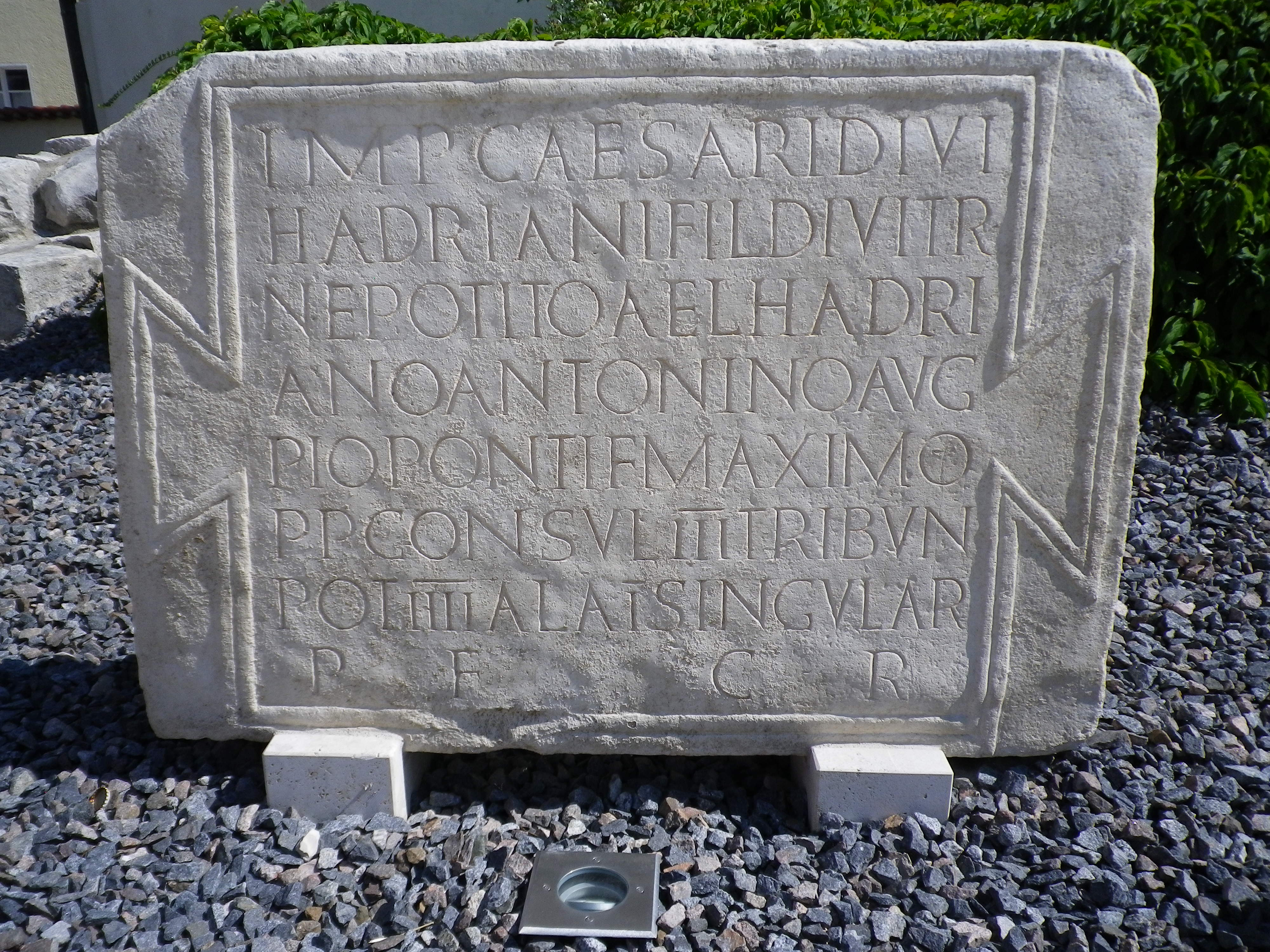
Bauinschrift vom Kastell Celeusum

### Bis zur Gemeindegründung
Etwa 1,3 Kilometer nordöstlich der jetzigen Ortschaft stand das Castrum Celeusum, eines der 80 Kastelle, welche den Limes zwischen Rhein und Donau sicherten. Es wurde im Jahre 141 nach Christus errichtet und vermutlich 233 nach Christus in den Alemannenstürmen zerstört. In „loco Faringa“ kreuzte die Fernstraße Paris nach Byzanz die Donau.

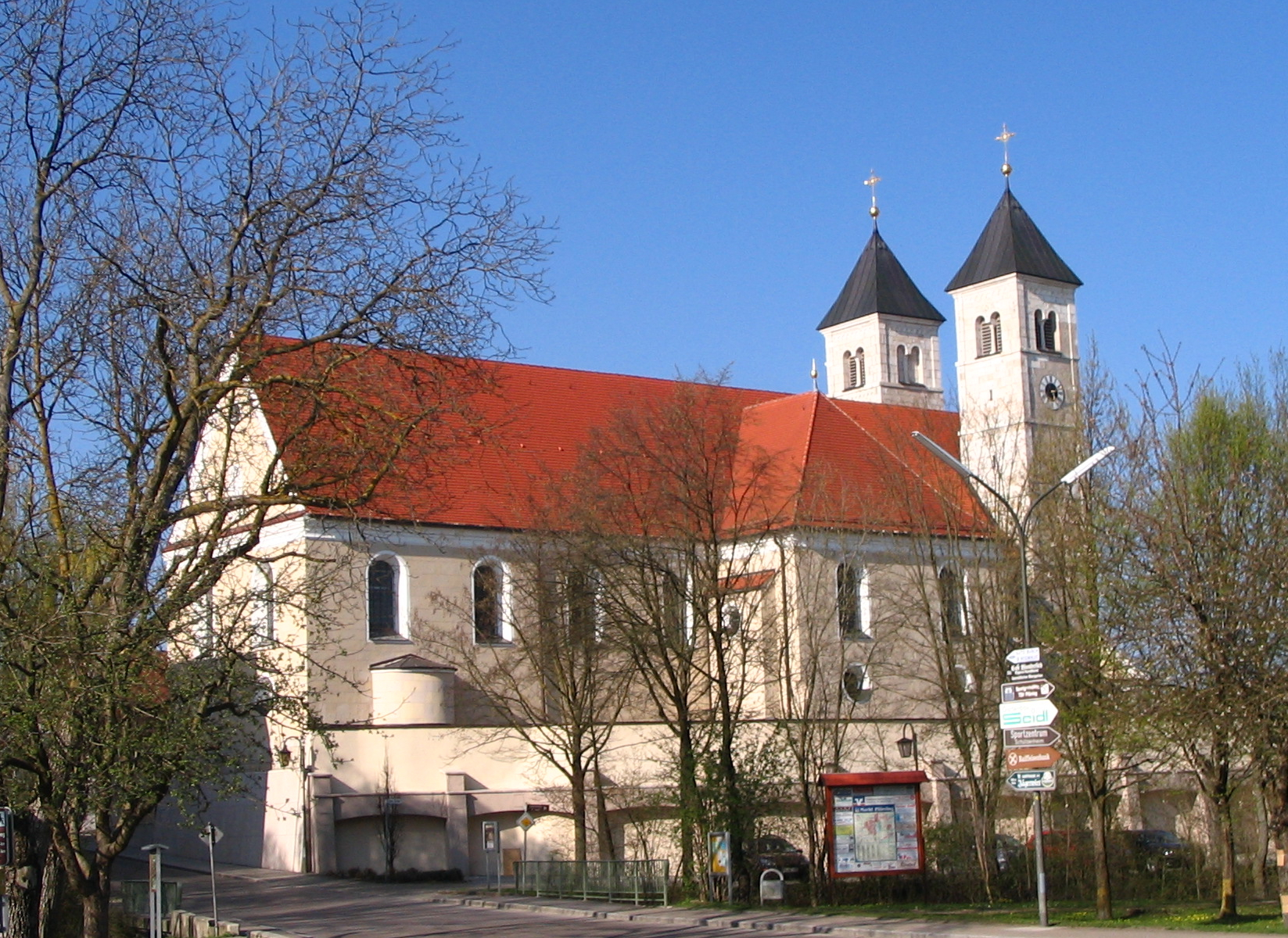
Kirche St. Leonhard

Der Ort soll schon im Nibelungenlied erwähnt worden sein. In Pförring, dem alten Faringa oder Vergen soll sich der Hof des Fergen, d. h. des Fährmanns befunden haben, den Hagen erschlug, weil er sich geweigert hatte, die Nibelungen über die Donau zu setzen. Das nahe Marching soll das im Nibelungenlied erwähnte Möringen gewesen sein, in welchem die Nibelungen auf ihrem Zug ins Hunnenland die Donau letztlich überquerten. Andere halten die Ortschaft Großmehring bei Ingolstadt für das im Nibelungenlied genannte Möringen.
In Pförring sammelte Karl der Große sein Heer, mit welchem er den abtrünnigen bayerischen Herzog Tassilo III. besiegte, und überquerte hier die Donau.
In späterer mittelalterlicher Zeit wurde Pförring als „Faringa“ im Jahr 787 von Einhard erstmals urkundlich erwähnt und gehörte zum Kelsgau. Der Name „Faringa“ wird als Siedlung an der „far“, d. h. an der Überfahrt erklärt. Nach Erhebung zum Markt im Jahre 1318 erhielt Pförring von den Wittelsbachern im Jahre 1367 das Privileg zum Brückenschlag über die Donau. Am 1. November 1007 schenkte der im nahen Bad Abbach geborene König Heinrich II. dem neu gegründeten Bistum Bamberg seine Besitzungen in Pförring. Aus dieser Schenkung ging die „Bambergische Propstei Pförring“ hervor. Die Propstei, welche zeitweise bis zu 23 Anwesen am Ort in Besitz hatte, übte in Pförring über viele Jahrhunderte hinweg grundherrliche und richterliche Gewalt aus. Im Jahre 1560 veräußerte das Hochstift Bamberg seine Besitzungen an Georg von Gumppenberg.
Der Ort gehörte zum Rentamt München und zum Landgericht Vohburg des Kurfürstentums Bayern. Pförring besaß ein Marktgericht mit magistratischen Eigenrechten.
Im Zuge der Verwaltungsreformen in Bayern entstand mit dem Gemeindeedikt von 1818 die heutige Gemeinde. Der Markt gehörte zum Bezirksamt Ingolstadt und später zum Landkreis Ingolstadt.

### Eingemeindungen
Im Zuge der Gebietsreform in Bayern wurden am 1. April 1971 die Gemeinden Ettling und Wackerstein eingegliedert. Am 1. Juli 1972 kamen die Orte Gaden bei Pförring und Forchheim, Landkreis Riedenburg, hinzu. Lobsing folgte am 1. Mai 1978.

### Religionen
Die Bevölkerung ist überwiegend römisch-katholisch. Am Ort befinden sich zwei katholische Kirchen und ein katholischer Friedhof. Pförring gehört zum Bistum Regensburg.

### Einwohnerentwicklung
Zwischen 1988 und 2018 wuchs der Markt von 2783 auf 4023 um 1240 Einwohner bzw. um 44,6 %.
| Jahr        | 1961 | 1970 | 1987 | 1991 | 1995 | 2000 | 2005 | 2010 | 2015 | 2020 |
| ----------- | ---- | ---- | ---- | ---- | ---- | ---- | ---- | ---- | ---- | ---- |
| Bevölkerung | 2684 | 2881 | 2766 | 2934 | 3132 | 3383 | 3494 | 3522 | 3639 | 3929 |

## Politik

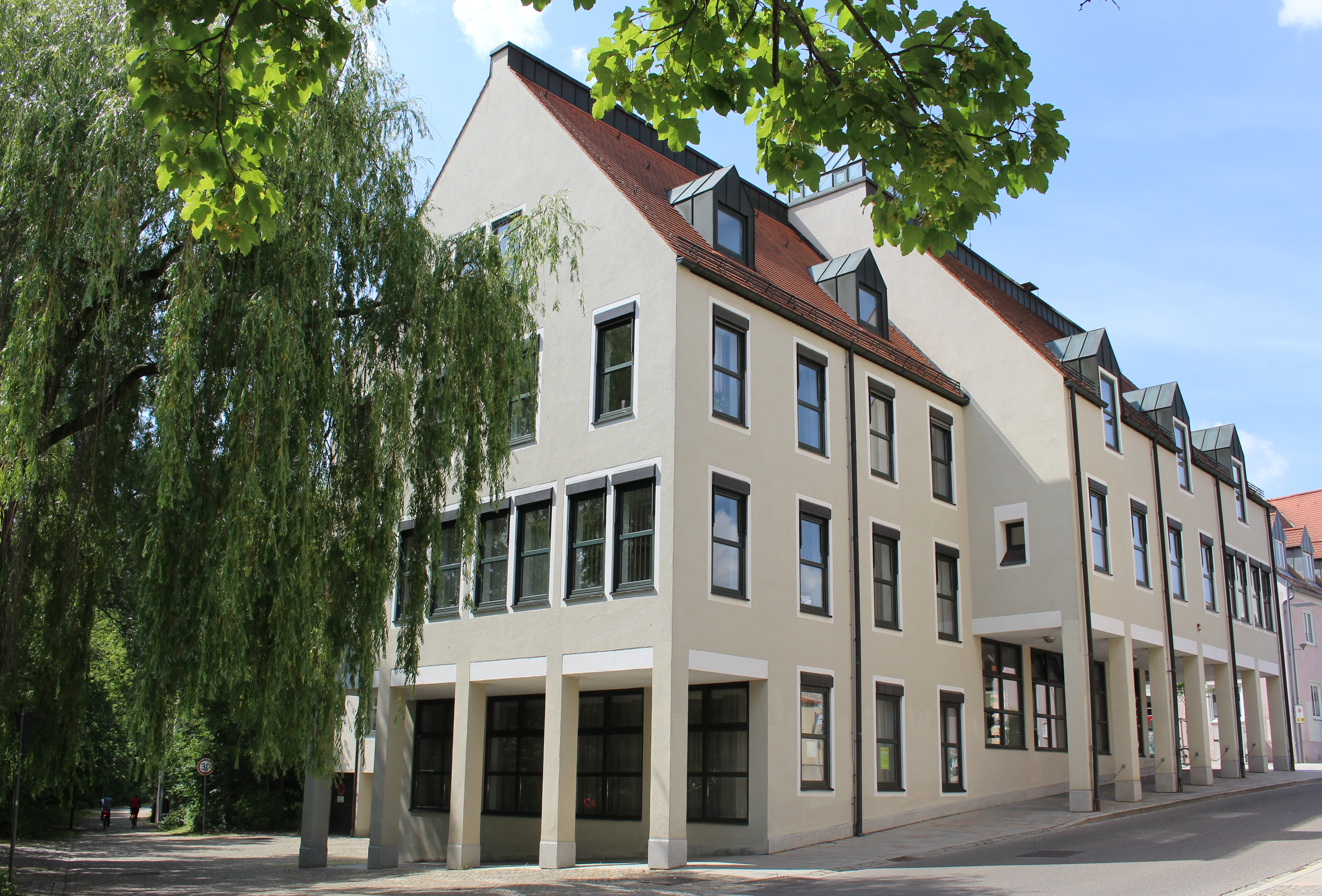
Rathaus

### Marktgemeinderat
Der Marktgemeinderat von Pförring hat 16 Mitglieder.
- CSU: 5 Sitze
- Unabhängige Wähler e. V.: 4 Sitze
- Freie Wähler Bayern / Junge Unabhängige Wähler e. V.: 2 Sitze
- SPD: 1 Sitz
- Christliche Union der Mitte: 3 Sitze
- Freie Wähler Pförring: 1 Sitz

Die Wahlbeteiligung betrug 69,86 %.
(Stand: Kommunalwahl am 15. März 2020)

### Bürgermeister
Seit 1. Mai 2020 ist Dieter Müller (CSU) Erster Bürgermeister. Dieser wurde am 15. März 2020 mit 59,89 % der Stimmen erstmals gewählt. Sein Vorgänger war vom 25. März 1996 bis 30. April 2020 Bernhard Sammiller (CSU).

### Rathaus
Das Rathaus wurde nach Plänen des Münchner Architekten Theodor Hugues zwischen 1984 und 1987 errichtet.

## Wappen
| Wappen von Pförring | Blasonierung: „In Blau auf grünem Boden zwischen zwei rot bedachten silbernen Rundtürmen ein Gebäude mit rotem Dach, belegt mit dem Rautenschild.“ |
| Wappen von Pförring | |

## Kultur und Sehenswürdigkeiten

### Theater
- Theater der Kolpingfamilie Pförring; findet jährlich statt

### Museen
- Kleinhäuslermuseum Pförring
- Kriegermuseum Pförring
- Handwerker- u. Bauernmuseum Pförring

### Baudenkmäler
- Katholische Pfarrkirche St. Leonhard

### Bodendenkmäler
- Burgruine Ettling

### Sport
Der TSV Pförring 1911 e. V. (gegründet 15. November 1911) zählt etwa 1000 Mitglieder. Er bietet Tennis, Badminton, Einrad, Volleyball, Kinderturnen, Geräteturnen, Gymnastik, Aerobic und Fußball im Senioren- sowie Juniorenbereich an. Die Sporthallen der Schule des Marktes Pförring werden von den Abteilungen genutzt.
Der Verein ist Veranstalter des alljährlichen Volksfestes, das seit 1973 durchgeführt wird. Neben den sportlichen Betrieb werden viele weitere Veranstaltungen und Fahrten angeboten. Der TSV Pförring besitzt zwei Großfeldplätze und einen Kleinfeldplatz sowie einen Beachvolleyballplatz und ein Vereinsheim mit Terrasse. Ferner vier Tennisplätze mit eigenem Vereinsheim und Umkleideräumen sowie ein Gerätehaus. Für die Freizeitgestaltung wurden sechs Tipizelte beschafft, von denen fünf aufgestellt sind. In Planung befinden sich zwei weitere Kleinfeldplätze.

### Regelmäßige Veranstaltungen
- Open Air Pförring
- Georgimarkt
- Leonhardi-Ritt
- Radi-Fest
- Kinderfest
- Fischerfest
- Faschingsumzug (alle zwei Jahre)
- FeiaOmd
- Adventsmarkt

## Wirtschaft und Infrastruktur

### Wirtschaft einschließlich Land- und Forstwirtschaft
Die Gemeindesteuereinnahmen betrugen im Jahr 2021 umgerechnet 4.382.000 €, davon waren umgerechnet 885.000 € (netto) Gewerbesteuereinnahmen.
Nach der amtlichen Statistik gab es 2021 im Bereich Handel und Verkehr 270 sozialversicherungspflichtig Beschäftigten am Arbeitsort. In sonstigen Wirtschaftsbereichen waren am Arbeitsort 660 Personen sozialversicherungspflichtig beschäftigt. Sozialversicherungspflichtig Beschäftigte am Wohnort gab es insgesamt 1812. Im verarbeitenden Gewerbe gab es vier, im Bauhauptgewerbe drei Betriebe. Zudem bestanden im Jahr 2020 74 landwirtschaftliche Betriebe mit einer landwirtschaftlich genutzten Fläche von 3829 Hektar, davon waren 3475 Hektar Ackerfläche und 344 Hektar Dauergrünfläche.
Pförring ist Sitz des Elektronik-Versandhauses Pollin Electronic GmbH, einem der 100 umsatzstärksten Internethändler in Deutschland.

### Verkehr
Der Ort ist durch die Bundesstraße B299 an das nationale Straßennetz angebunden.
Die Linien 25 und 26 der Ingolstädter Verkehrsgesellschaft binden die Gemeinde an den Großraum Ingolstadt an.

### Bildung
Im Jahre 2022 gab es folgende Einrichtungen:
- 2 Kindertagesstätten: 242 Betreuungsplätze mit 206 Kindern
- 2 Volksschulen: 19 Lehrkräfte, 299 Schülerinnen und Schüler

## Persönlichkeiten
- Franz Anton Jäger (1765–1835), Pfarrer im Ort
- Martin Grünwiedl (1901–1987), Widerstandskämpfer gegen das NS-Regime
- Julian Kügel (* 1997), Fußballspieler